# 4Ever (Album)
4Ever (englisch für Für immer), auch bekannt als Prince 4Ever, ist das sechste Kompilationsalbum des US-amerikanischen Musikers Prince und das erste Album, das von ihm überhaupt postum veröffentlicht wurde. Es erschien am 22. November 2016 als Doppel-CD bei dem Label NPG Records / Warner Bros. Records und umfasst seine kommerziell erfolgreichsten Singleauskopplungen von 1978 bis 1993, die er alle arrangierte, komponierte und produzierte.
Die Musik zählt zu den Genres Contemporary R&B, Elektronische Tanzmusik, Funk, Pop und Rock. Als musikalische Gäste wirken Apollonia Kotero, Rosie Gaines, Sheena Easton und Sheila E. mit.
Abgesehen von sechs Songs sind alle bereits auf den Prince-Kompilationen The Hits/The B-Sides (1993), The Very Best of Prince (2001) und Ultimate (2006) erschienen. Lediglich das Stück Moonbeam Levels war zuvor unveröffentlicht. Musikkritiker bewerteten 4Ever zum Teil sehr positiv und aus kommerzieller Sicht erreichte die Kompilation Goldstatus in Großbritannien.

## Entstehung
Nach dem Prince am 21. April 2016 überraschend gestorben war, kündigten die Musiklabels NPG Records und Warner Bros. Records am 21. Oktober 2016 an, eine Greatest-Hits-Kompilation mit 40 Songs unter dem Namen 4Ever veröffentlichen zu wollen. Bei Warner stand Prince von Juni 1977 bis zum 31. Dezember 1999 und im Jahr 2014 unter Vertrag; 2014 erhielt er sämtliche Urheberrechte an den Songs zurück, die er zuvor in seiner Karriere für Warner aufgenommen hatte.
Das am frühesten aufgenommene Stück von 4Ever ist Soft and Wet, das Prince bereits im Sommer 1976 einspielte. Peach ist der von ihm zuletzt aufgenommene Track und stammt von Juni 1992. Ferner veröffentlichte Prince im Jahr 2009 auf seinem Album Lotusflow3r einen Song mit Namen 4ever, der mit der Kompilation aber nichts zu tun hat.
Den zuvor einzig unveröffentlichten Song Moonbeam Levels nahm Prince am 6. Juli 1982 im Tonstudio Sunset Sound Studio in Los Angeles in Kalifornien auf, als er unter anderem mit Aufnahmen für sein Album 1999 beschäftigt war. Am 8. Juni 1983 überarbeitete er das Stück in seinem damaligen privaten Tonstudio Kiowa Trail Home Studio in Chanhassen in Minnesota. Susan Rogers (* 1956), seine Toningenieuren von 1983 bis 1987, erzählte über den Song nach Prince’ Tod: „Manchmal, wenn wir eine Platte machten, packten wir ihn mit drauf. Aber er hat ihn immer wieder runtergeschmissen.“ Beispielsweise platzierte Prince Moonbeam Levels im Jahr 1989 auf seinem bis heute (2025) unveröffentlichten Album mit Namen Rave Unto the Joy Fantastic, das keine Gemeinsamkeiten mit seinem Album Rave Un2 the Joy Fantastic aus dem 1999 aufweist.

## Gestaltung des Covers
Auf der Vorderseite des Albumcovers ist ein Schwarz-weiß-Porträtfoto von Prince aus dem Jahr 2012 zu sehen, das von der australischen Fotografin Justine Walpole gemacht wurde und als Tour-Poster von Prince’ damaliger Welcome-2-Chicago-Tour gedacht war. Prince steht seitlich zur Kamera, wobei nur seine linke Gesichtshälfte zu sehen ist. Als Ohrschmuck trägt er eine Mondsichel, die mit sieben Diamanten aus Zirkonia bestückt ist. Mit seiner linken Hand hält er den Kragen seiner schwarzen Jacke nach oben, sodass sein Mund verdeckt ist. Am oberen Rand des Covers ist in goldfarbener Schrift das Wort „Prince“ zu lesen, gefolgt von dem Wort „4Ever“ in weißer Schrift. Rechts unten am Bildrand ist das unaussprechbare Symbol abgedruckt, das Prince von 1993 bis 2000 als Pseudonym trug. Unter dem Symbol ist „Prince Rogers Nelson 1958–2016“ zu lesen. Auf der Rückseite des Covers ist erneut das Symbol zu sehen sowie die Tracklist der Doppel-CD.
Die beiden CDs und das Booklet sind in einem Digipak integriert; das Booklet besteht aus zwölf Seiten und auf der dritten ist das Statement von Barack Obama über Prince’ Tod zu lesen, das er damals auf Facebook schrieb. Zudem enthält das Booklet vier Schwarz-weiß-Fotos von Prince, die alle von Herb Ritts im Jahr 1993 gemacht worden sind und zuvor unveröffentlicht waren. Ritts war bereits im Jahr 1993 für die Prince-Fotos im Booklet von The Hits/The B-Sides zuständig gewesen.
Im September 2017, also zehn Monate nach der ursprünglichen Veröffentlichung, wurde 4Ever auch als 4-LP-Boxset herausgebracht. Die quadratische Box ist 32 cm lang und 32 cm breit. Abgesehen von den vier LPs enthält die Box sechs Fotos von Prince im Format 30 × 30 cm, die auch im Booklet vom Digipak zu sehen sind.

## Musik und Liedtexte
Die Musik ist verschiedenen Genres zuzuordnen; beispielsweise stammen die Songs I Wanna Be Your Lover, Soft and Wet und Why You Wanna Treat Me So Bad? aus dem Bereich Contemporary R&B. Girls & Boys, Head, Pop Life und Sexy M.F. sind dem Genre Funk zuzuordnen, 1999 und Let’s Go Crazy stammen aus dem Bereich Elektronische Tanzmusik, I Could Never Take the Place of Your Man und Raspberry Beret aus dem Genre Pop sowie Peach aus dem Bereich Rock. Als Gastsängerinnen wirken Apollonia Kotero, Rosie Gaines und Sheena Easton mit; Kotero ist Prince’ Duettpartnerin im Song Take Me with U, Gaines in Nothing Compares 2 U und Easton in U Got the Look. Ferner spielt Sheila E. in dem Song Pop Life Schlagzeug. Die meisten Stücke singt Prince melodisch vertont und neben seinem charakteristischen Falsettgesang benutzt er auch tiefere Stimmlagen.
Das zuvor unveröffentlichte Stück Moonbeam Levels (englisch für Mondstrahl Ebenen) ist ein melodischer mid-tempo-Song aus dem Genre Rockmusik. Für Prince typisch schildert er einen zuweilen spirituell angehauchten Liedtext aus der Sichtweise eines männlichen Protagonisten; dieser hat seine Freundin in einem „Regensturm“ verloren, was für ihn schmerzhaft und traurig war. Von daher wünscht er sich, ihm sollten „Mondstrahl Ebenen“ geschickt werden, damit er „einen besseren Platz zum Sterben“ finden kann. Inmitten des Liedtextes lässt Prince dem Protagonisten aber eine Wendung zukommen; er möchte „all die guten Dinge wiederholen, die er schon einmal getan hat“ und „für die perfekte Liebe kämpfen“. Am Ende des Songs beschließt der Protagonist, nicht sterben zu wollen. Das von Prince im Jahr 1992 veröffentlichte Stück 3 Chains o’ Gold auf seinem Album Love Symbol basiert zum Teil auf Strophen von Moonbeam Levels.

## Titelliste und Veröffentlichungen
| CD-1/1 | 1999 (Edit)                                          | 3:36 | 1982: 1999                      |
| CD-1/2 | Little Red Corvette (Edit)                           | 3:06 | 1982: 1999                      |
| CD-1/3 | When Doves Cry (Edit)                                | 3:48 | 1984: Purple Rain               |
| CD-1/4 | Let’s Go Crazy (Edit) a                              | 3:49 | 1984: Purple Rain               |
| CD-1/5 | Raspberry Beret a                                    | 3:31 | 1985: Around the World in a Day |
| CD-1/6 | I Wanna Be Your Lover (Edit)                         | 2:57 | 1979: Prince                    |
| CD-1/7 | Soft and Wet b                                       | 3:02 | 1978: For You                   |
| CD-1/8 | Why You Wanna Treat Me So Bad?                       | 3:48 | 1979: Prince                    |
| CD-1/9 | Uptown (Edit)                                        | 4:08 | 1980: Dirty Mind                |
| CD-1/10 | When You Were Mine                                   | 3:43 | 1980: Dirty Mind                |
| CD-1/11 | Head                                                 | 4:43 | 1980: Dirty Mind                |
| CD-1/12 | Gotta Stop (Messin’ About)                           | 2:54 | 1981: non-Album-Track           |
| CD-1/13 | Controversy (Edit)                                   | 3:36 | 1981: Controversy               |
| CD-1/14 | Let’s Work (Edit)                                    | 2:56 | 1981: Controversy               |
| CD-1/15 | Delirious (Edit)                                     | 2:38 | 1982: 1999                      |
| CD-1/16 | I Would Die 4 U a                                    | 2:56 | 1984: Purple Rain               |
| CD-1/17 | Take Me with U (Edit) (Duett mit Apollonia Kotero) a | 3:42 | 1984: Purple Rain               |
| CD-1/18 | Paisley Park a                                       | 4:40 | 1985: Around the World in a Day |
| CD-1/19 | Pop Life a                                           | 3:41 | 1985: Around the World in a Day |
| CD-1/20 | Purple Rain a                                        | 8:40 | 1984: Purple Rain               |
| CD-2/1 | Kiss c                                               | 3:46 | 1986: Parade                    |
| CD-2/2 | Sign “☮” the Times (Edit)                            | 3:42 | 1987: Sign “☮” the Times        |
| CD-2/3 | Alphabet St. (Edit)                                  | 2:24 | 1988: Lovesexy                  |
| CD-2/4 | Batdance (Edit)                                      | 4:06 | 1989: Batman                    |
| CD-2/5 | Thieves in the Temple                                | 3:20 | 1990: Graffiti Bridge           |
| CD-2/6 | Cream d                                              | 4:12 | 1991: Diamonds and Pearls       |
| CD-2/7 | Mountains e                                          | 3:58 | 1986: Parade                    |
| CD-2/8 | Girls & Boys (Edit)                                  | 3:27 | 1986: Parade                    |
| CD-2/9 | If I Was Your Girlfriend (Edit)                      | 3:46 | 1987: Sign “☮” the Times        |
| CD-2/10 | U Got the Look (Duett mit Sheena Easton)             | 3:46 | 1987: Sign “☮” the Times        |
| CD-2/11 | I Could Never Take the Place of Your Man (Edit)      | 3:38 | 1987: Sign “☮” the Times        |
| CD-2/12 | Glam Slam (Edit)                                     | 3:29 | 1988: Lovesexy                  |
| CD-2/13 | Moonbeam Levels                                      | 4:06 | 2016: 4Ever                     |
| CD-2/14 | Diamonds and Pearls (Edit) d                         | 4:19 | 1991: Diamonds and Pearls       |
| CD-2/15 | Gett Off (Edit) d                                    | 3:59 | 1991: Diamonds and Pearls       |
| CD-2/16 | Sexy M.F. f                                          | 5:25 | 1992: Love Symbol               |
| CD-2/17 | My Name Is Prince (Edit) g                           | 4:04 | 1992: Love Symbol               |
| CD-2/18 | 7 (Edit) h                                           | 4:23 | 1992: Love Symbol               |
| CD-2/19 | Peach                                                | 3:48 | 1993: The Hits/The B-Sides      |
| CD-2/20 | Nothing Compares 2 U (Edit) (Duett mit Rosie Gaines) | 4:18 | 1993: The Hits/The B-Sides      |
| Spieldauer: 155:05 min. |                                                      |      |                                 |
| Autor aller Songs ist Prince a Autor: Prince and The Revolutionb Autor: Prince und Chris Moonc Arrangement: David Z. Rivkind Autor: Prince and The New Power Generatione Musik: Lisa Coleman und Wendy Melvoinf Autor: Prince und Tony Mosleyg Autor: Prince, Levi Seacer Jr., Tony Mosleyh Autor: Prince, Lowell Fulson, Jimmy McCracklin |                                                      |      |                                 |

4Ever wurde am 22. November 2016 veröffentlicht. Die Kompilation erschien auf Doppel-CD und als Download sowie am 15. September 2017 als 4-LP-Boxset. Die fünf Songs Alphabet St., Let’s Go Crazy, Little Red Corvette, Nothing Compares 2 U und Take Me with U sind erstmals – abgesehen von der jeweiligen Promo-CD – in einer verkürzten Edit-Version auf CD veröffentlicht worden.
Die sechs Songs Batdance, Girls & Boys, Glam Slam, Mountains, Paisley Park und Take Me with U waren zuvor auf keiner Prince-Kompilation zu finden. Let’s Work wurde im Jahr 2006 als Maxi-Single auf Ultimate veröffentlicht, Moonbeam Levels war zuvor unveröffentlicht. Eine dezent andere Version wurde im November 2019 wurde auf dem Album 1999 Super Deluxe platziert, die 15 Sekunden länger als auf 4Ever ist.

### Singles
Abgesehen von den vier Songs When You Were Mine, Gotta Stop (Messin’ About), Nothing Compares 2 U und Moonbeam Levels sind alle der 40 Tracks Singleauskopplungen aus 15 Prince-Alben der Jahre 1978 bis 1993.
When You Were Mine erschien Ende 1980 nur als Promo-Single aus dem Album Dirty Mind, und Gotta Stop (Messin’ About) wurde im Mai 1981 zwar auch als Single veröffentlicht, war damals aber auf keinem Album platziert; erst 1993 war das Stück auf The Hits/The B-Sides zu finden. Nothing Compares 2 U wurde am 18. November 1993 ebenfalls nur als Promo-Single ausgekoppelt, und zwar von The Hits/The B-Sides, während Moonbeam Levels nicht als Single erschien.

### Musikvideos
Zu 31 Songs existieren Musikvideos, die alle im Erscheinungsjahr der jeweiligen Singleauskopplung veröffentlicht wurden. Zu den neun Songs Delirious, Gotta Stop (Messin’ About), Head, If I Was Your Girlfriend, Let’s Work, Moonbeam Levels, Pop Life, Soft and Wet und When You Were Mine wurden keine Musikvideos produziert.

### Coverversionen
Abgesehen von den vier Songs Gotta Stop (Messin’ About), Let’s Work, Moonbeam Levels und Mountains existiert von allen Stücken auf 4Ever mindestens eine Coverversion, die Musiker auf einem ihrer jeweiligen Studioalben veröffentlichten.

## Mitwirkende

### Musiker
Alle Songs wurden von Prince arrangiert, komponiert, produziert und vorgetragen. Zudem spielte er alle Musikinstrumente selbst ein, wobei folgende Personen die Aufnahmen ergänzten:
- The Revolution
- The New Power Generation

### Technisches Personal
- Alex Tenta – Albumdesign, Artdirector
- Herb Ritts / Trunk Archive – Fotografie von allen anderen Fotos
- Justine Walpole – Fotografie (Frontcover)
- Madison Dubé – Fotografie (Innencover)
- President Barack Obama – Liner Notes

## Rezensionen
Musikkritiker bewerteten 4Ever zum Teil hervorragend. Viele vertraten zwar die Meinung, es sei schwierig, eine geeignete Kompilation mit Prince-Songs zu gestalten, doch mit 4Ever sei dieses größtenteils gelungen. Die Website AOTY (Album of the Year) errechnete eine Durchschnittsbewertung von 90 %, basierend auf fünf Rezensionen englischsprachiger Medien.
Stephen Thomas Erlewine von AllMusic gab die maximale Anzahl von fünf Sternen. Seiner Meinung nach sei 4Ever die beste Prince-Kompilation überhaupt, weil diese das Gros seiner Hits aus den 1980er und frühen 1990er Jahren beinhalte. Zwar sei The Most Beautiful Girl in the World (1994) nicht vorhanden, aber dafür Songs wie Batdance, Girls & Boys, Let’s Work und Mountains, die auf früheren Kompilationen fehlten.
Chris Gerard vom E-Zine PopMatters war ebenfalls begeistert und verteilte mit neun von zehn Punkten fast die Höchstzahl. Er zeigte sich jedoch etwas überrascht davon, dass die zwei Songs Gotta Stop (Messin’ About) und Head auf der Kompilation zu finden sind, weil beide Songs in den USA niemals als Single veröffentlicht wurden. Zudem störte ihn, dass die Hits Let’s Go Crazy und When Doves Cry in verkürzten Edit-Versionen zu hören sind. Dennoch sei 4Ever ein „grandioses Hörerlebnis“ und die „Einbeziehung der weniger bekannten Singles“ habe seinen Reiz. Ferner philosophierte Gerard darüber, ob Singles wie Let’s Pretend We’re Married (1982), America (1985), Anotherloverholenyohead (1986), I Wish U Heaven (1988), Partyman (1989), New Power Generation (1990) und The Morning Papers (1992) auf der Kompilation hätten platziert werden sollen.
Tony Clayton-Lea von der The Irish Times verteilte mit vier von fünf Sternen ebenfalls fast die Bestnote. „Nur weil man“ Songs wie beispielsweise 1999, Cream, Diamonds and Pearls, If I Was Your Girlfriend, Kiss, Let’s Go Crazy, Purple Rain, Raspberry Beret, Sign “☮” the Times und When Doves Cry bereits kenne, seien diese „noch lange nicht weniger wichtig“.
Craig Mathieson von der The Sydney Morning Herald gab mit vier von fünf Sternen auch fast die Höchstanzahl. 1999, Alphabet St., If I Was Your Girlfriend, Little Red Corvette und When Doves Cry – „wenn Sie diese Songs nicht kennen, tun Sie mir leid“, meinte er. Den zuvor unveröffentlichten Song Moonbeam Levels beschrieb Mathieson als eine „leidenschaftliche Ballade mit einer spirituellen Sehnsucht“, die Prince „ins Ekstatische“ treibe. Das beste Stück auf 4Ever sei aber Sign “☮” the Times aus dem Jahr 1987.
Steve Knopper von der US-Zeitung Newsday war mit Lob wesentlich zurückhaltender und gab auf einer Skala von „A+“ bis „F“ lediglich die Note „C“. Es sei kein einziger Song nach dem Jahr 1993 vorhanden und die Kompilation sei „hauptsächlich eine Umstrukturierung“ von The Hits/The B-Sides (1993). Als Fazit zog Knopper: „Die Musik ist toll, aber wir haben schon fast alles gehört“.

## Kommerzieller Erfolg

### Chartplatzierungen
| ChartsChartplatzierungen       | Höchstplatzierung | Wochen |
| ------------------------------ | ----------------- | ------ |
| Deutschland (GfK)              | 87 (1 Wo.)        | 1      |
| Österreich (Ö3)                | 64 (1 Wo.)        | 1      |
| Schweiz (IFPI)                 | 21 (3 Wo.)        | 3      |
| Vereinigtes Königreich (OCC)   | 21 (42 Wo.)       | 42     |
| Vereinigte Staaten (Billboard) | 33 (26 Wo.)       | 26     |

| ChartsJahrescharts (2016)    | Platzierung |
| ---------------------------- | ----------- |
| Vereinigtes Königreich (OCC) | 86          |

| ChartsJahrescharts (2017)      | Platzierung |
| ------------------------------ | ----------- |
| Vereinigte Staaten (Billboard) | 158         |

### Auszeichnungen für Musikverkäufe
| Land/Region                  | Auszeichnungen für Musikverkäufe (Land/Region, Auszeichnung, Verkäufe) | Verkäufe |
| ---------------------------- | ---------------------------------------------------------------------- | -------- |
| Vereinigtes Königreich (BPI) | Gold                                                                   | 100.000  |
| Insgesamt                    | 1× Gold ·                                                              | 100.000  |

Hauptartikel: Prince/Auszeichnungen für Musikverkäufe
4Ever ist bis heute (2025) der einzige postum veröffentlichte Prince-Tonträger, der in einem Land Goldstatus erzielen konnte.